# Grand Prix Formule 1 van Canada 1997
De Grand Prix Formule 1 van Canada 1997 werd gehouden op 15 juni 1997 in Montreal.

## Verslag
Bij de start botsten Olivier Panis en Mika Hakkinen, Eddie Irvine spinde uit de race.
Michael Schumacher nam de leiding voor Jacques Villeneuve, maar de Canadees spinde echter in de tweede ronde uit de race in de beroemde "wall of champions".
Na een crash van Ukyo Katayama kwam de safety-car de baan op om de race een aantal ronden te neutraliseren.
Michael Schumacher leidde de race, maar David Coulthard deed qua snelheid niet veel voor hem onder, ook bleek dat hij één pitstop minder hoefde te maken en dus grote kans maakte op de overwinning.
Het kwam niet zover voor de Schot, want tijdens zijn tweede stop sloeg zijn motor door elektronische problemen af en verloor hij veel tijd toen het team de auto weer aan de praat moest krijgen.
De race werd stilgelegd na een zware crash van Olivier Panis waarbij de Fransman beide benen brak. Hierdoor kon hij de volgende zeven Grand Prix' niet deelnemen.
Michael Schumacher won de race, voor Jean Alesi en Giancarlo Fisichella.

## Uitslag
| Positie | Nummer | Rijder                | Team              | Ronden | Tijd/Opgave     | Startplaats | Punten |
| ------- | ------ | --------------------- | ----------------- | ------ | --------------- | ----------- | ------ |
| 1       | 5      | Michael Schumacher    | Ferrari           | 54     | 1:17:40.646     | 1           | 10     |
| 2       | 7      | Jean Alesi            | Benetton-Renault  | 54     | +2.565          | 8           | 6      |
| 3       | 12     | Giancarlo Fisichella  | Jordan-Peugeot    | 54     | +3.219          | 6           | 4      |
| 4       | 4      | Heinz-Harald Frentzen | Williams-Renault  | 54     | +3.768          | 4           | 3      |
| 5       | 16     | Johnny Herbert        | Sauber-Petronas   | 54     | +4.716          | 13          | 2      |
| 6       | 15     | Shinji Nakano         | Prost-Mugen-Honda | 54     | +36.701         | 19          | 1      |
| 7       | 10     | David Coulthard       | McLaren-Mercedes  | 54     | +37.753         | 5           |        |
| 8       | 2      | Pedro Diniz           | Arrows-Yamaha     | 53     | +1 Ronde        | 16          |        |
| 9       | 1      | Damon Hill            | Arrows-Yamaha     | 53     | +1 Ronde        | 15          |        |
| 10      | 17     | Gianni Morbidelli     | Sauber-Petronas   | 53     | +1 Ronde        | 18          |        |
| 11      | 14     | Olivier Panis         | Prost-Mugen-Honda | 51     | Botsing         | 10          |        |
| NF      | 19     | Mika Salo             | Tyrrell-Ford      | 46     | Motor           | 17          |        |
| NF      | 18     | Jos Verstappen        | Tyrrell-Ford      | 42     | Versnellingsbak | 14          |        |
| NF      | 8      | Alexander Wurz        | Benetton-Renault  | 35     | Transmissie     | 11          |        |
| NF      | 22     | Rubens Barrichello    | Stewart-Ford      | 33     | Versnellingsbak | 3           |        |
| NF      | 21     | Jarno Trulli          | Minardi-Hart      | 32     | Motor           | 20          |        |
| NF      | 11     | Ralf Schumacher       | Jordan-Peugeot    | 14     | Botsing         | 7           |        |
| NF      | 20     | Ukyo Katayama         | Minardi-Hart      | 5      | Botsing         | 22          |        |
| NF      | 3      | Jacques Villeneuve    | Williams-Renault  | 1      | Botsing         | 2           |        |
| NF      | 9      | Mika Häkkinen         | McLaren-Mercedes  | 0      | Achtervleugel   | 9           |        |
| NF      | 6      | Eddie Irvine          | Ferrari           | 0      | Ongeluk         | 12          |        |
| NF      | 23     | Jan Magnussen         | Stewart-Ford      | 0      | Spin            | 21          |        |

## Statistieken
| Pole-position | Michael Schumacher | Ferrari          | 1:18.095 |
| Snelste ronde | David Coulthard    | McLaren-Mercedes | 1:19.635 |

## Noot
- Dit was het debuut van de Oostenrijkse coureur Alexander Wurz.
- Vijfde snelste ronde voor David Coulthard.
- Vijftigste podiumplaats voor Michael Schumacher en eerste podiumplaats voor Giancarlo Fisichella.

1967 · 1968 · 1969 · 1970 · 1971 · 1972 · 1973 · 1974 · 1976 · 1977 · 1978 · 1979 · 1980 · 1981 · 1982 · 1983 · 1984 · 1985 · 1986 · 1988 · 1989 · 1990 · 1991 · 1992 · 1993 · 1994 · 1995 · 1996 · 1997 · 1998 · 1999 · 2000 · 2001 · 2002 · 2003 · 2004 · 2005 · 2006 · 2007 · 2008 · 2010 · 2011 · 2012 · 2013 · 2014 · 2015 · 2016 · 2017 · 2018 · 2019 · 2022 · 2023 · 2024 · 2025 · 2026 · 2027 · 2028 · 2029